# Tasersuaq (Qaqortoq)

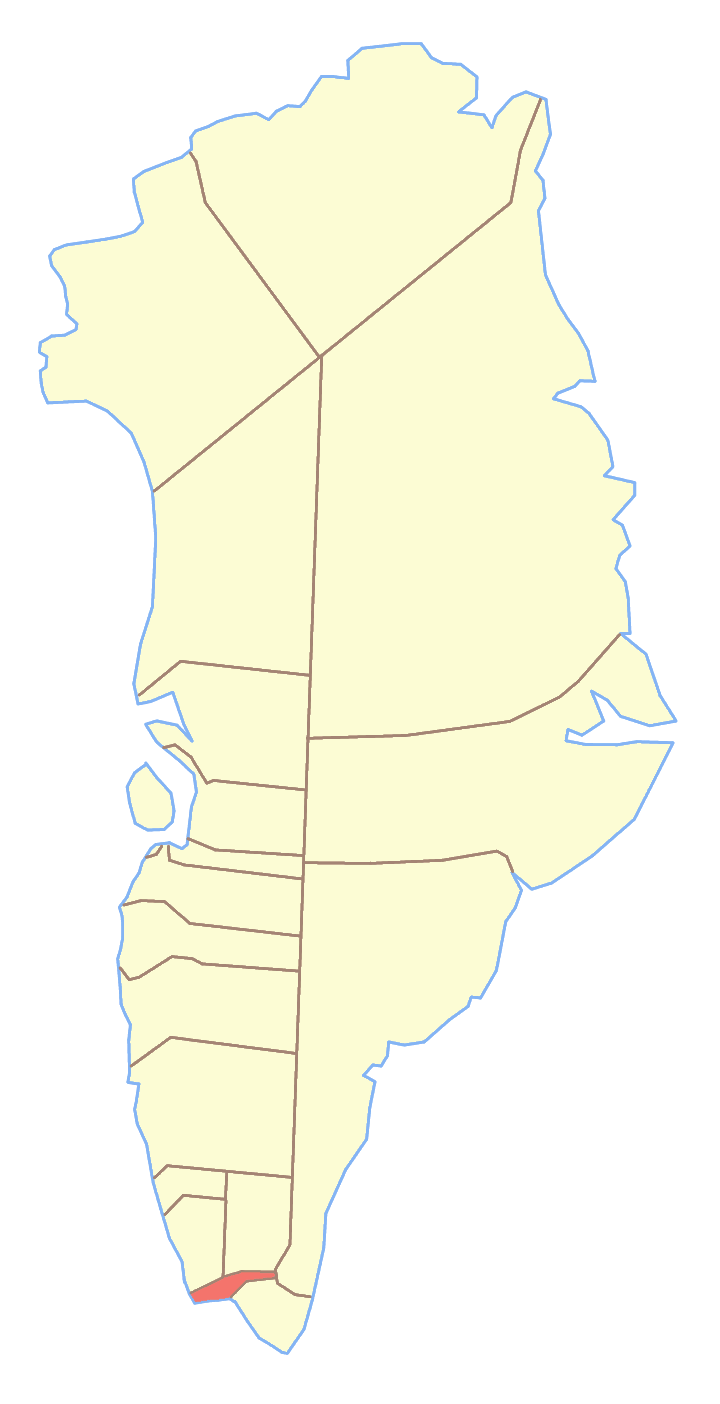
Ex comune di Qaqortoq, dove si trovava il Tasersuaq

Il Tasersuaq è un lago della Groenlandia. Si trova vicino alla costa del Mare del Labrador, a 60°49'N 45°28'O; appartiene al comune di Kujalleq.